# Солобківці

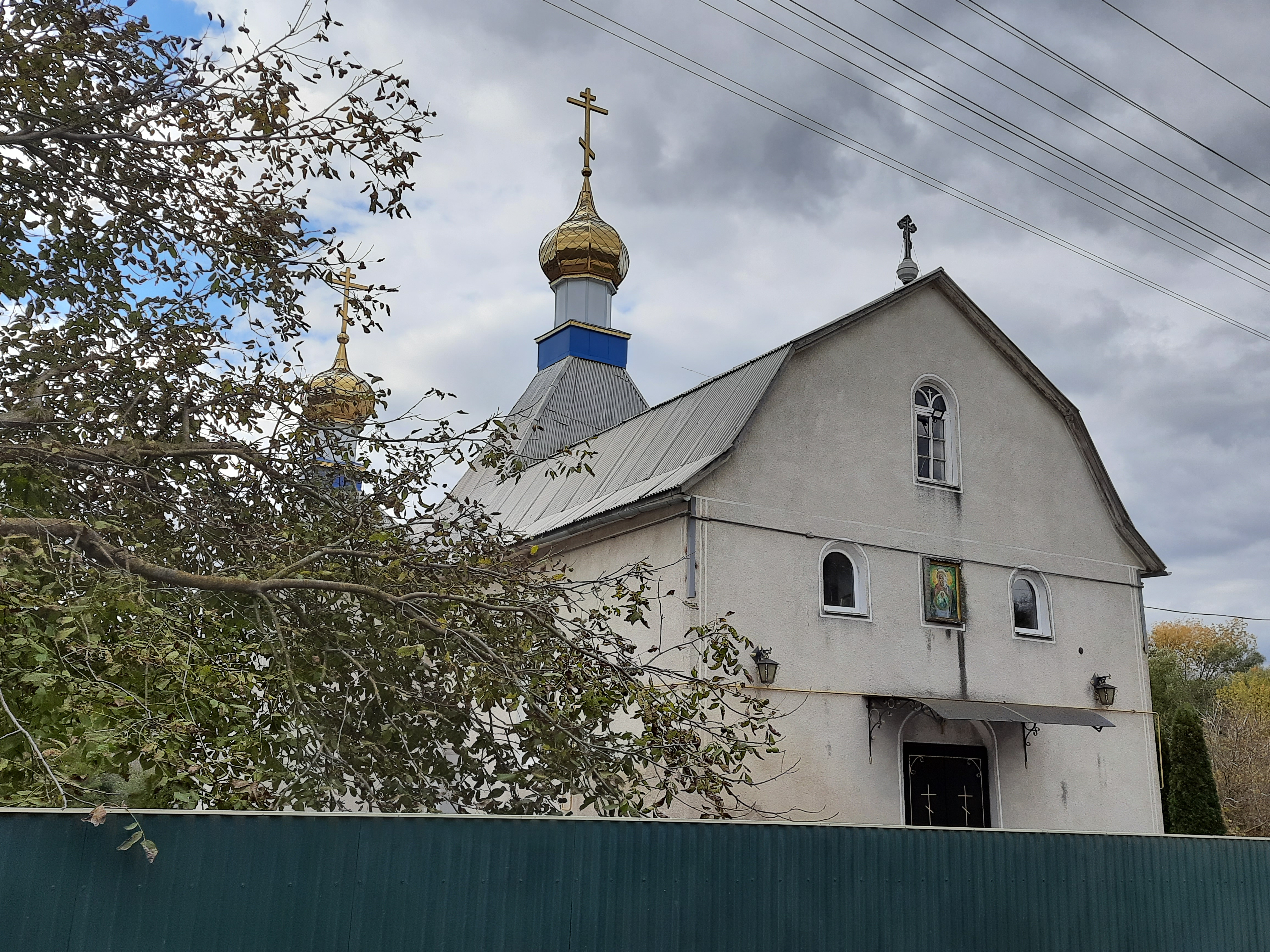
Покровська церква

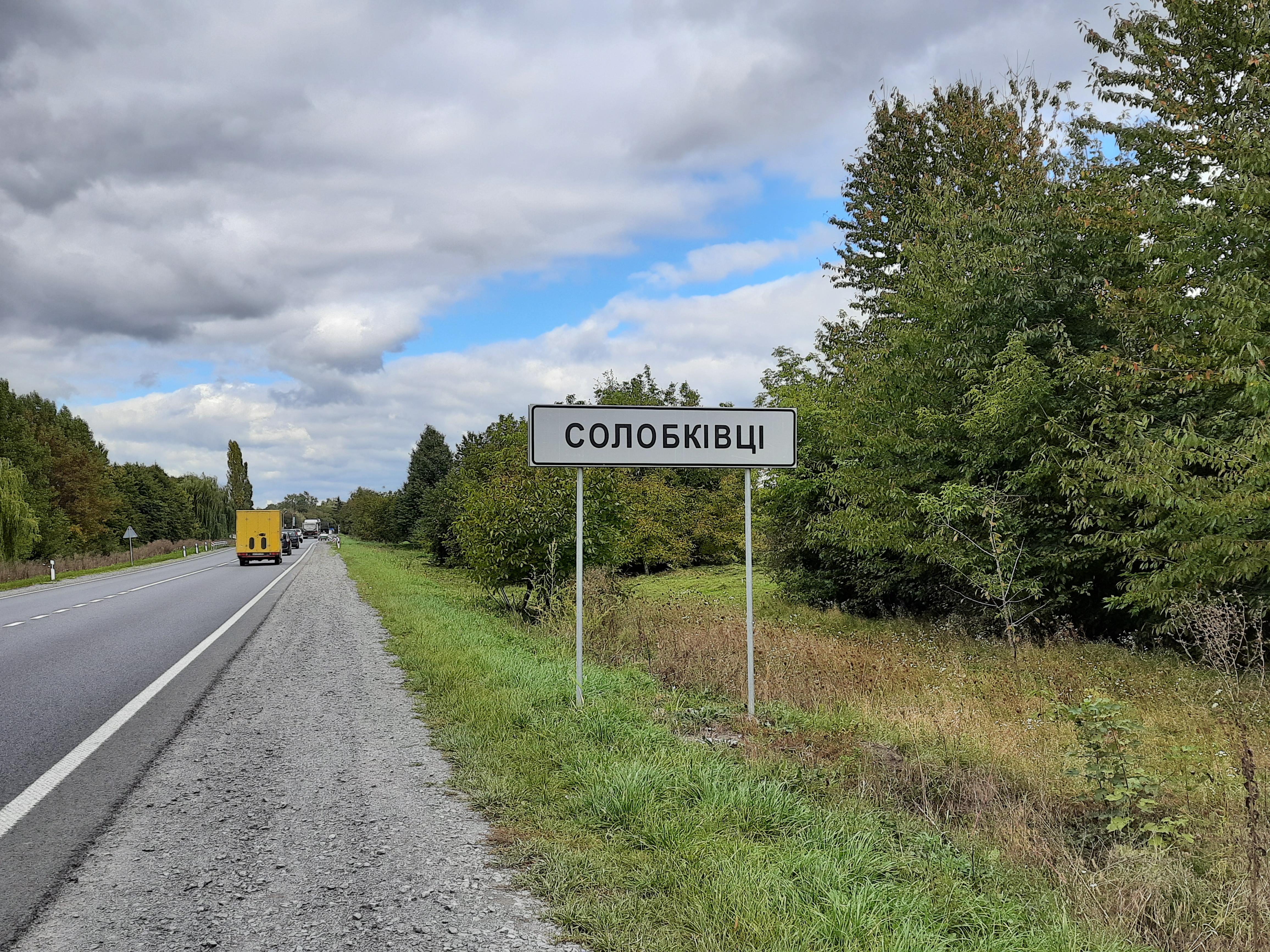
Дорожній знак при в'їзді в село

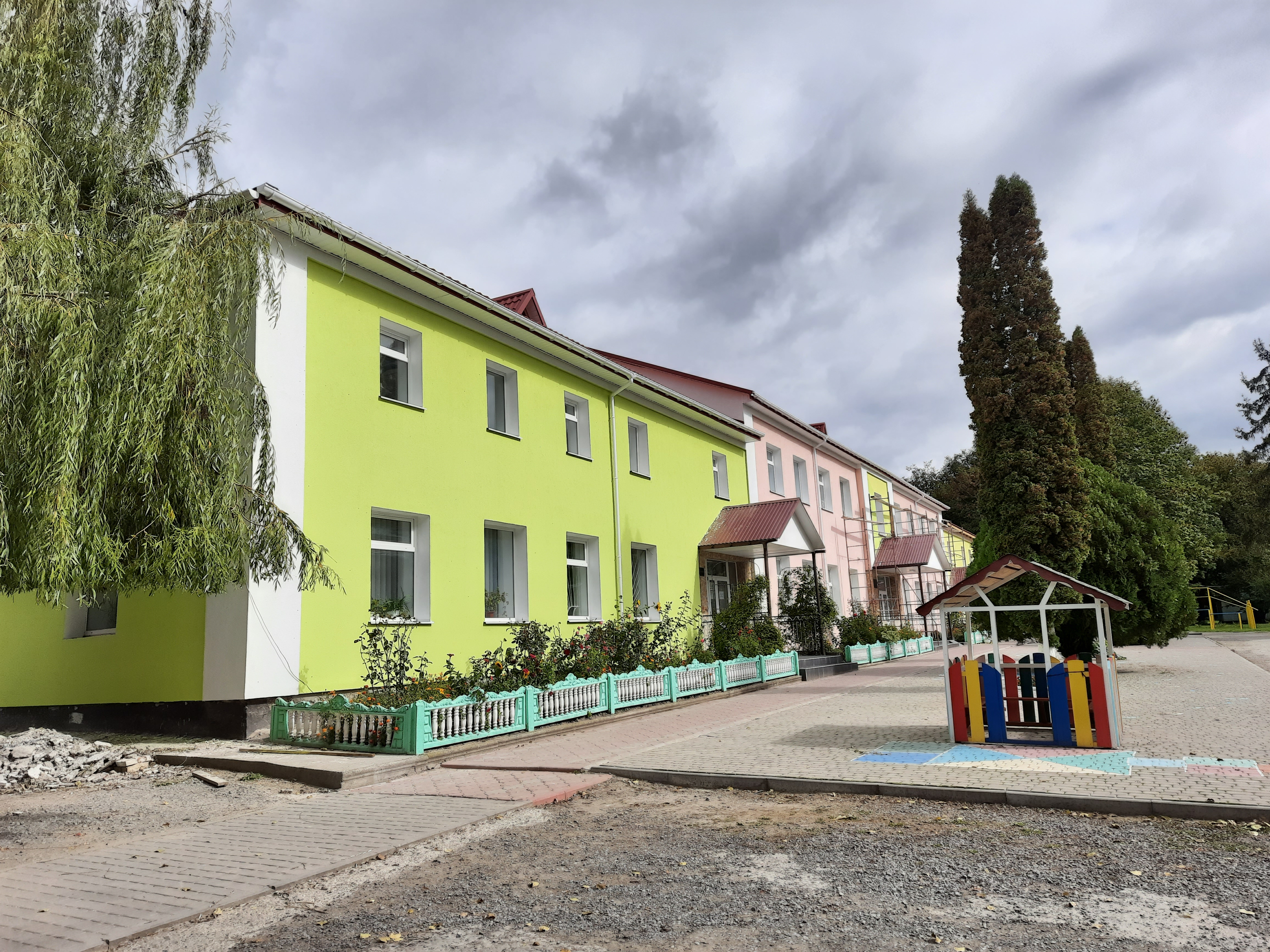
Школа

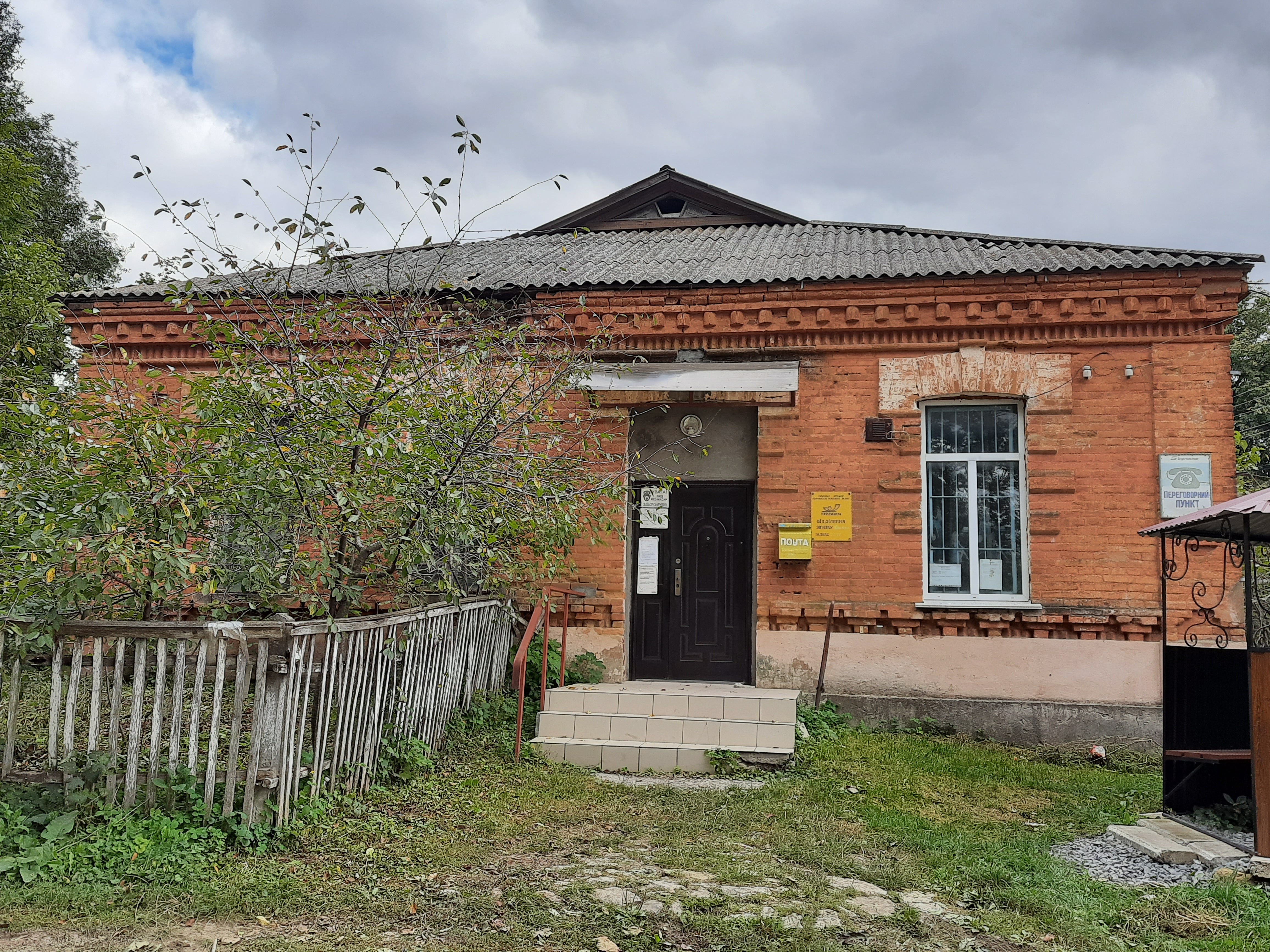
Поштове відділення

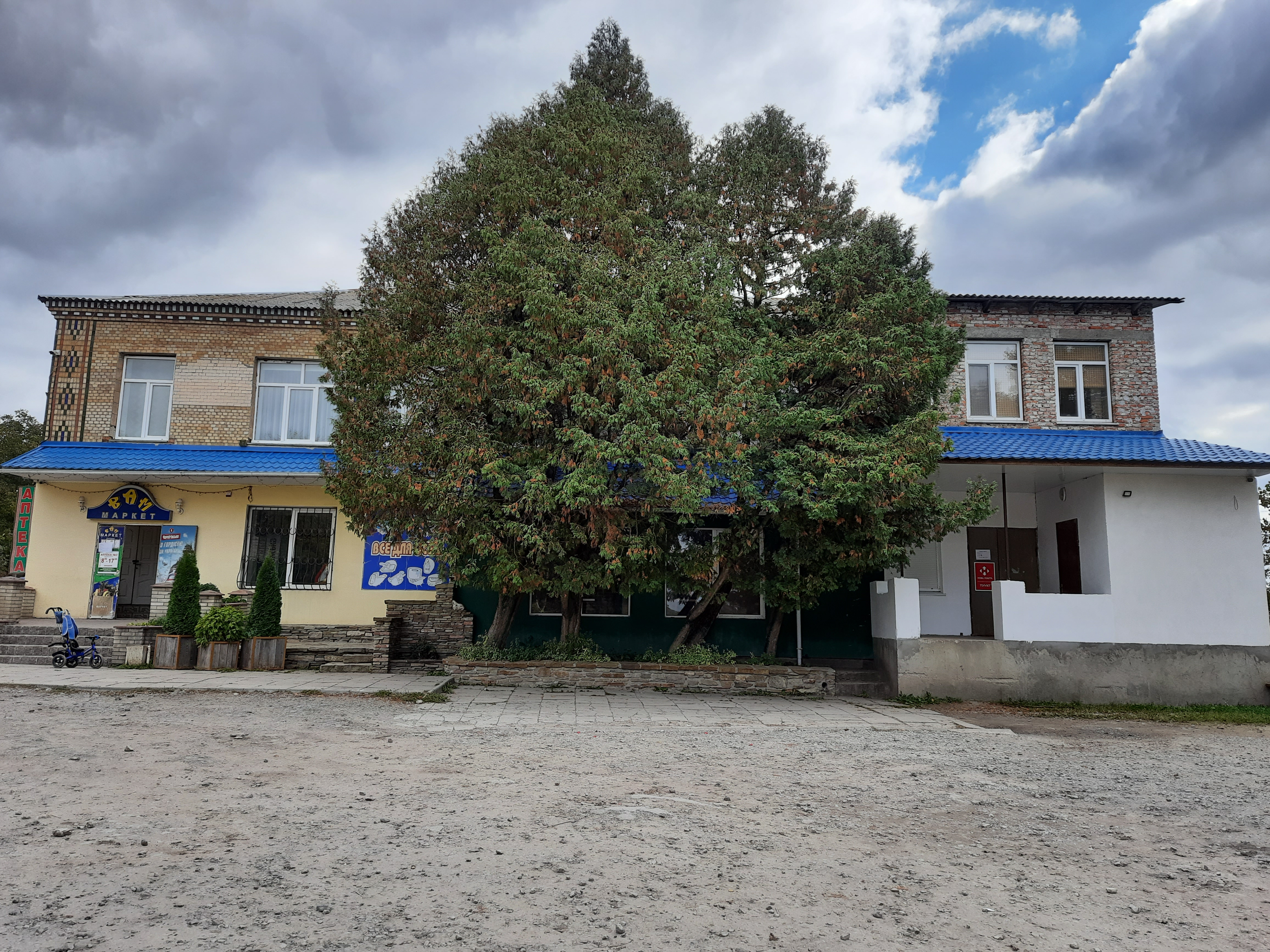
Крамниця

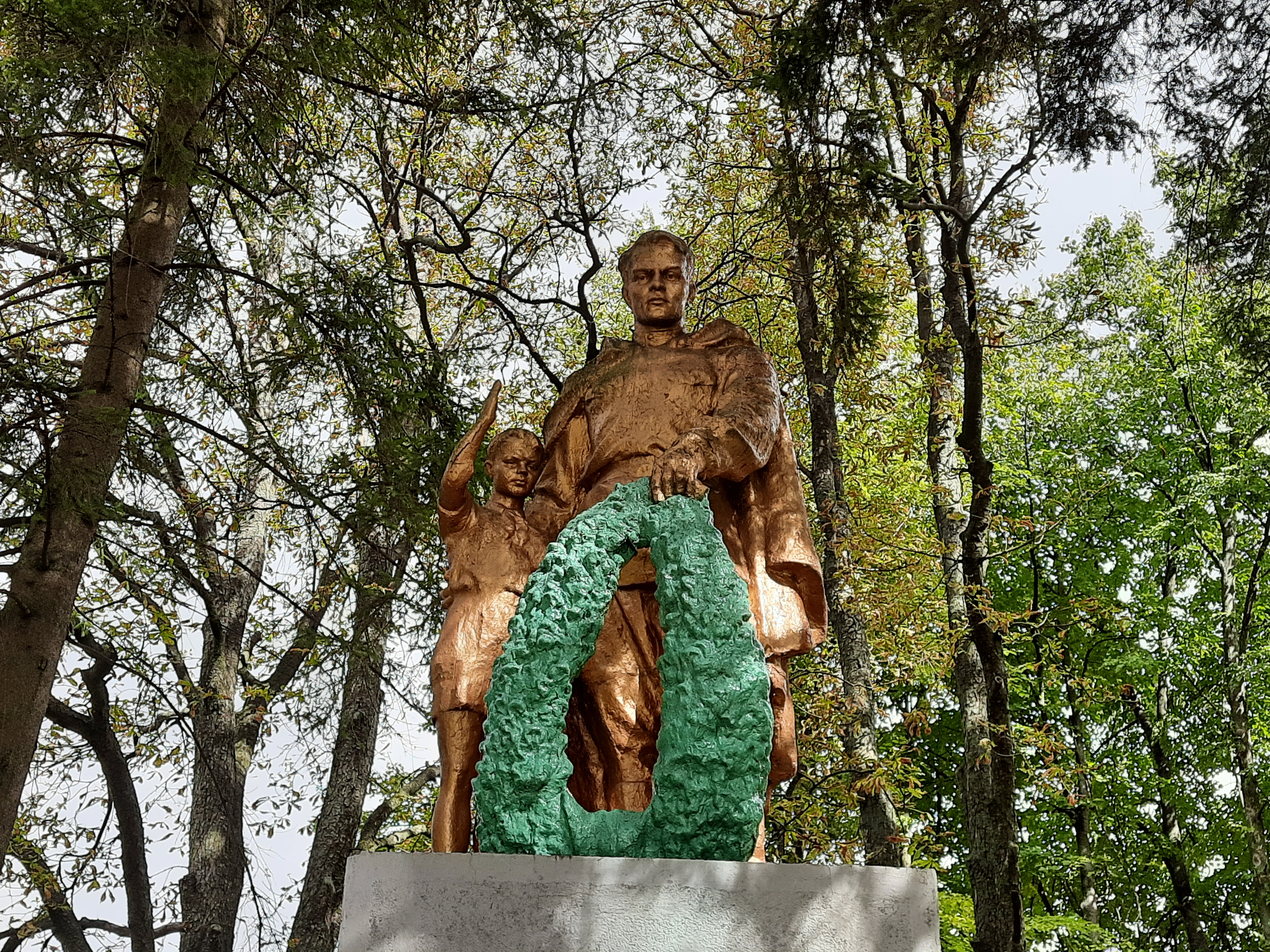
Братська могила загиблих у Другу світову війну

Соло́бківці — село в Україні, центр Солобковецької сільської громади Хмельницького району Хмельницької області.

## Географія
На північно-західній околиці села бере початок річка Безіменна, права притока Ушки.

## Історія
Територію сучасного села і навколишні місця люди заселяли в давні часи. Про це свідчать виявлені в околицях Солобковець залишки трипільського поселення (III тисячоліття до н. е.)

### Перша писемна згадка
Солобківці засновані, певно, в першій половині або в середині XV століття. Перша документальна згадка про них датується 1493 роком. Тоді тут налічувалось чотири дими.

### XVI— початок XX століття
В XVI столітті населення Солобковець росло повільно. Як свідчать тогочасні документи, в 1530 і 1542 роках тут налічувалося 5 господарств, що сплачували податки казні, в 1565 і 1569 — 10, а в 1583-му — 8 ланових господарств і 6 городників. Солобківці, як і інші поселення, розташовані поблизу Кучманського шляху, зазнавали частих нападів кримських татар. Тому Шемберг, який володів Солобківцями з кінця XVI століття, на початку XVII століття побудував тут кам'яну фортецю з високим земляним валом навколо. Захищені від зовнішніх ворогів оборонними укріпленнями, Солобківці були місцем притулку і для жителів інших поселень, зруйнованих під час татарських набігів,— ремісників, торговців, селян. До середини XVII століття вони стали одним з найбільших поселень у північно-східній частині Кам'янецького повіту.
Селяни відбували по два дні панщини на тиждень, сплачували грошовий і натуральний податки. Посилювався національний і релігійний гніт. В кінці XVI століття тут з'явились ченці ордену домініканців. Незабаром для них був збудований кляштор, а 1650 року Шемберг закінчив будівництво домініканського костелу, який став тут осередком насадження католицизму серед українського населення. Під час повстання Хмельницького повсталі зруйнували замок, костел і кляштор у Солобківцях.
На початку XVIII століття село стало власністю Гумецького — воєводи подільського, який переселив сюди з інших своїх маєтків ремісників і селян, головним чином католицького віросповідання. Під час гайдамацького повстання 1734 року об'єднані сили повстанців, які діяли в північно-східній частині Кам'янецького повіту, вщент розгромили польське військо, напали на домініканський кляштор (його відбудовано на початку XVIII століття). Пам'ять про боротьбу зі шляхтою збереглася в народній пісні: Ой як пішли козаченьки та з-під Солобковець, Валялося вражих ляхів, як біленьких овець…
У 1765 році солобковецький маєток потрапив до Гоздського, а потім — Раковського. На початку XIX століття маєток Раковського був розподілений між його кредиторами. В 1830-х роках у Солобківцях налічувалося близько 300 дворів та 1540 осіб населення. Переважна більшість жителів займалася хліборобством. Чоловіки тяглих і піших господарств мали працювати в маєтках по три дні на тиждень протягом 29 тижнів, а восени і взимку — по два дні. Крім того, селянські господарства повинні були щороку відбувати по 12 згінних і 12 шарваркових днів, а також нести нічну сторожу (раз на місяць). Селяни, що не користувалися польовою землею, відробляли по одному дню на тиждень або сплачували по 3 крб. сріблом на рік чиншу. Грошовий чинш (т. зв. подарщизна) сплачували тяглі й піші господарства, які відбували панщину. Двори, що мали двох робочих коней, сплачували на рік по 1 крб. 80 коп., поєдинкові (ті, що мали по одному коню) — по 90 коп., а піші по 45 коп. сріблом. Вимагалась і натуральна «подарщизна»: кури, яйця, мед.
Інвентарна реформа не поліпшила істотно становище селян. Розмір панщини для чоловіків майже не змінився, а для жінок тяглих і піших господарств збільшився до 52 днів на рік. Лише грошовий чинш і натуральну данину скасували. Після селянської реформи жителі Солобковець та інших сіл стали особисто вільними, вони одержали право брати участь у сільських сходах, обирати сільського старосту і членів волосного правління. Однак у майнове становище селян реформа внесла незначні зміни. Поміщики залишили у своєму володінні 2,3 тисячі десятин польової землі, а селяни одержали 1201,6 десятини. Згідно з уставною грамотою 1862 року тяглі двори мали орної землі і сінокосу по 7,6 десятини, а піші — по 3,8 десятини. За кожну десятину польового наділу селяни повинні були сплатити протягом 49 років по 49,5 крб. Після видання указу від 30 липня 1863 року викупні платежі солобковецьких селян були зменшені на 25 %.
В першому десятиріччі XX століття близько ЗО селян об'єднались у два товариства і за допомогою селянського поземельного банку купили у місцевих поміщиків 184,1 десятини землі. З-поміж 483 селянських дворів 8 господарств мали наділи по 5 десятин, наділи ж 302 дворів не перевищували 2 десятин, а 25 сімей не мали ні польової землі, ні городу. Неодмінний член губернського у селянських справах присутствія, який обстежив становище солобковецьких селян у 1905 році, повідомляв губернським властям, що на одну душу населення припадає всього 0,53 десятини, а щорічних платежів — 1 крб. 62 коп.
Один з солобковецьких поміщиків Ф. Бельциковський, автор книги «Сільськогосподарська продуктивність на Поділлі в порівнянні з Францією», виданої 1902 року, характеризуючи становище місцевих селян, писав: «Над кожним селянським житлом витає звичайно привид голоду і злиднів».
Частина населення Солобковець була зайнята торгівлею, домашніми промислами. В 1913 році тут налічувалося 44 двори, що виготовляли бочки, меблі, різні залізні вироби, взуття, полотно тощо. Все це збувалося на місцевому ярмарку, який відбувався тут двічі на місяць. Солобківці були приписані до Дунаєвецької медичної дільниці, яка охоплювала територію з населенням 37 тис. осіб. Містечко з населенням 4,7 тис. осіб мало один навчальний заклад — міністерське однокласне училище, засноване 1882 року. В 1908 році в ньому навчалося 65 хлопчиків і 11 дівчаток, що становило 16 % загальної кількості дітей шкільного віку.

### Визвольні змагання
В кінці березня 1917 року було обрано волосний і сільський виконавчі комітети. Під час збирання врожаю селяни явочним порядком жали поміщицький хліб і третину забирали собі. Вони почали самочинно рубати ліс, усунувши власників та лісопромисловців.
7 (20) листопада 1917 року, відповідно до Третього Універсалу Української Центральної Ради, увійшло до складу Української Народної Республіки.
У січні 1918 року організовано розпочалась перша радянська окупація. У листопаді містечко звільнила армія УНР. На початку квітня 1919 року частини 2-ї Української радянської дивізії волості захопили Солобківці. Ними було створено волосний і сільський військово-революційні комітети, а також комітет бідноти. На початку червня містечко знову звільнила армія УНР, а в грудні зайшли поляки. Остаточно Солобківці захоплено більшовиками в листопаді 1920 року. В другій половині листопада створено волосний і сільський ревкоми, комітет незаможних селян.

### В часи СРСР
Для дальшого господарського і культурного розвитку Солобковець мала чимале значення адміністративно-територіальна реформа, проведена в березні 1923 року. З того часу і до 1957 року вони були районним центром.
У 1923 році група селян організувала артіль «Спілка наймитів», їй виділили найкращі землі, житлові й господарські будівлі одного з колишніх поміщицьких маєтків, а також фінансову допомогу. В другій половині 1923-го і в 1924 році в Солобківцях створюються артілі «Червона зірка» і «Червоний трактор». За кількістю членів серед солобковецьких артілей найбільшою була артіль «Червоний трактор». В 1924 році вона об'єднувала 21 господарство, мала 50 десятин польової землі, вісім коней. В 1923 році сільське споживче товариство відкрило тут крамницю, в якій селяни могли купити різні товари масового споживання. З-поміж 999 господарств села в 1925 році членами сільського споживчого товариства було 155. Того року товарообіг крамниці становив 20,1 тис. карбованців. У 1922 році створено медичну амбулаторію, яка обслуговувала населення Солобковецької волості, а в 1923-му — районну лікарню на 15 ліжок. В кінці 1920 року на базі колишнього однокласного училища організовується чотирирічна школа, в 1924-му вона стала семирічною, тут навчалося 220 дітей, працювало 8 учителів. На початку 1930 року на базі існуючих артілей і ТСОЗів у селі організовано три великі сільськогосподарські артілі — ім. 13-річчя Жовтня, ім. Сталіна та ім. Шевченка. В 1931 році селяни підпалили в артілі ім. Сталіна конюшню, млин, плодосушарку, деревообробну майстерню та кузню.
На 1 січня 1941 року налічувалось 484 коней, 348 голів великої рогатої худоби, 474 свині, 268 овець, 925 штук птиці. В 1934 році семирічна школа перетворилась на середню, була й початкова школа. Всього навчалося понад 600 дітей, працювало 25 учителів. В довоєнні роки розпочалася радіофікація села. Видавалася районна газета «Соціалістичне село» тиражем 2 тис. примірників.

#### Друга Світова війна
9 липня 1941 року німецькі війська окупували Солобківці. 660 мирних громадян було розстріляно, 129 осіб вивезли на роботи до Німеччини.
29 березня 1944 року частини 18-ї та 3-ї гвардійської танкової армії увійшли в Солобківці. У боях за село загинуло 106 бійців Червоної армії.

#### Післявоєнний час
Після війни з району на роботу до Донбасу виїхали 659 осіб, зібрано і надіслано 500 пудів продовольства. Вже в квітні — травні 1944 року відновили роботу районна лікарня, середня і початкова школи, будинок культури, кінотеатр.
3 червня 1957 року Солобковецький район ліквідовано, Солобківці ввійшли до складу Ярмолинецького району.
Станом на 1970 рік у селі було 3612 жителів, магазини — три продовольчі, сільмаг, культмаг, книжковий і господарчих товарів, їдальня, кафе. В сільській лікарні працювало 9 лікарів, 50 медпрацівників середньої кваліфікації. Був пологовий будинок, протитуберкульозний диспансер, аптека.
У 1967 році на громадських засадах у селі відкрито музей, яким керував вчитель-пенсіонер Н. М. Тобух, ентузіаст краєзнавчої роботи. Музей зібрав цінний археологічний, історичний та етнографічний матеріал з історії минулого і сучасного села.

## Населення
Населення — 2245 осіб.

### Мова
Розподіл населення за рідною мовою за даними перепису 2001 року:
| Мова            | Кількість | Відсоток |
| --------------- | --------- | -------- |
| українська      | 2220      | 98.89%   |
| російська       | 22        | 0.98%    |
| румунська       | 2         | 0.09%    |
| інші/не вказали | 1         | 0.04%    |
| Усього          | 2245      | 100%     |

## Економіка
У селі займаються вирощуванням зернових та технічних культур, риборозведенням, добуванням піску та гравію, лісопильним виробництвом, виробництвом напоїв, овочевих та фруктових соків (2007 року збудовано новий завод компанією «T. B. Fruit»), переробкою та консервуванням овочів та фруктів, торгівлею.
Заплановано будівництво заводу з переробки глауконітових пісків. Передбачається виробництво екосорбенту та мінерального добрива глауконіту з річною потужністю переробки 50 тис. тонн глауконіткварцових пісків.

## Соціальна сфера
- Солобковецька спеціальна загальноосвітня школа — інтернат Хмельницької обласної ради (директор — Гаман Алла Миколаївна).
- Дитячий садок — Солобковецький дитячий навчальний заклад «Малятко».

## Релігія
В Солобківцях було дві церкви. Одна з них дерев'яна церква Покрови, збудована у 1735 році, з 1870 року церква Успіння. Вона не збереглася. Також не збереглася інша — церква Знесення, побудована у 1740 році. Вона зруйнувалася в 1840-х роках за причини поганої побудови.
Костел св. Йосипа Обручника збудовано у 1750 році Яцьком Шембергом. При ньому у 1750 році відкрита лікарня. Парафіяльний костел існував у 1772 році Мурований костел св. Йосипа Обручника у кляшторі домініканців, після його закриття — парафіяльний. Парафія діяла в 1850 році. Розташована в центрі села.

## Історичні пам'ятки
В околицях Солобковець виявлені залишки трипільського поселення (III тисячоліття до н. е.)

### Пам'ятники
На території сільського кладовища в 1991 році насипано братську могилу жертвам геноциду 1942 року. Мармуровий надгробок виконаний в вигляді зрізаного вітрила, встановлений на бетонній основі, заввишки 3,8 м, без огорожі.

## Відомі люди

### Уродженці села
- Оляновська Людмила — українська легкоатлетка (спортивна ходьба), рекордсменка.
- Якубцов Аркадій Іванович — відомий лікар у селі кінця XX століття, брав участь у Другій Світовій Війні льотчиком.
- Гжегожевські Євген та Вадим — співаки, композитори, педагоги, лауреати обласної педагогічної премії ім. М. Смотрицького, мистецьких конкурсів і фестивалів, члени Національної всеукраїнської музичної спілки, Національної спілки журналістів України, організатори фестивалю творчих близнюків «Співучі дзеркала». Заслужені артисти України (2019).